# Papaïchton
Papaïchton (también Papaichton) es una comuna francesa ubicada al centro-oeste de la Guayana Francesa. Su extensión es de 2.628 km² y una población de 5.860 habitantes (en 2011). Fue creada en 1993 tras la separación de la comuna de Grand-Santi-Papaïchton (actual Grand-Santi).
Su capital es la villa de Papaïchton-Pompidouville, en honor al presidente de Francia Georges Pompidou. Se ubica en la ribera del río Maroni, único medio de comunicación hacia la localidad.
La comuna está habitada en su mayoría por indígenas aluku.